# بخش هروگت
بخش هَروگِت (به انگلیسی: Borough of Harrogate) یک بخش و ناحیه کشوری و یک منطقهٔ مسکونی در بریتانیا است که در یورک‌شر شمالی واقع شده‌است.
این بخش در تاریخ ۱ آوریل ۱۹۷۴ میلادی ایجاد شد و شورای شهری آن در هروگت واقع شده‌است.